# Cat Quest
Cat Quest è un videogioco indipendente di genere action RPG del 2017, sviluppato dallo studio singaporiano The Gentlebros e pubblicato da PQube per Microsoft Windows, macOS, iOS, Android, Nintendo Switch e PlayStation 4.

## Trama
Il gattino protagonista, durante una gita in barca, vede la sua sorellina rapita dal malvagio Drakoth. Accompagnato da uno spirito guida, si troverà perso nello sconosciuto regno di Felingard, con il solo scopo di liberarla e portarla nuovamente a casa.

## Modalità di gioco
Cat Quest è un videogioco action RPG con prospettiva dall'alto. Il gioco è ambientato in un regno open world chiamato Felingard, abitato da felini antropomorfi. Il videogiocatore veste i panni di un gatto antropomorfo cui hanno rapito la sorella. Il gioco si basa su combattimenti in tempo reale, ripulire segrete e caverne e migliorare il proprio equipaggiamento (armi, elmi/cappelli e armature).

## Sviluppo e pubblicazione
Cat Quest è stato sviluppato da The Gentlebros e pubblicato da PQube l'8 agosto 2017 per Windows e macOS e il 10 agosto 2017 per iOS. Venne in seguito pubblicato per Android il 15 settembre 2017, per Nintendo Switch il 10 novembre 2017. La versione per PlayStation 4 venne messa in commercio lo stesso 10 novembre 2017 in Europa e il 14 novembre in Nord America. La messa in commercio delle copie fisiche per Nintendo Switch venne avviata nel settembre 2018 in Europa e Nord America.

## Accoglienza
| Testata                          | Versione | Giudizio |
| -------------------------------- | -------- | -------- |
| Metacritic (media al 23-06-2018) | PC       | 79/100   |
| Metacritic (media al 03-12-2017) | iOS      | 89/100   |
| Metacritic (media al 23-06-2018) | NS       | 74/100   |
| Metacritic (media al 23-06-2018) | PS4      | 74/100   |
| Everyeye.it                      | -        | 6,8/10   |
| Gamezebo                         | -        | 4,5/5    |
| Nintendo World Report            | -        | 7/10     |
| Pocket Gamer                     | -        | 8/10     |
| Push Square                      | -        | 7/10     |
| The Games Machine                | -        | 6,8/10   |
| TouchArcade                      | -        | 5/5      |
| VentureBeat                      | -        | 78/100   |

Cat Quest ha ricevuto "recensioni generalmente favorevoli" secondo il sito web Metacritic.
Il titolo è stato nominato e ha poi vinto il premio Excellence in Visual Art and Design alla seconda edizione dei SEA International Mobile Game Awards nel 2017. È stato inoltre nominato come Mobile Game of the Year ai 21° D.I.C.E. Awards.

## Sequel
A maggio 2018 viene annunciato Cat Quest II: The Lupus Empire, primo sequel ufficiale del videogioco in uscita nel 2019 per Nintendo Switch, PlayStation 4, Microsoft Windows, Android e iOS.